# Странићи код Нове Васи
Странићи код Нове Васи (итал. Stancio) је насељено место у Републици Хрватској у Истарској жупанији. Административно је у саставу Града Пореча.

## Становништво
Према последњем попису становништва из 2001. године у насељу Странићи код Нове Васи су живела 134 становника који су живели у 35 породичних и 5 самачких домаћинстава.
Кретање броја становника по пописима 1857—2001.
| година пописа  | 1857. | 1869. | 1880. | 1890. | 1900. | 1910. | 1921. | 1931. | 1948. | 1953. | 1961. | 1971. | 1981. | 1991. | 2001. |
| бр. становника | 0     | 0     | 27    | 28    | 40    | 55    | 0     | 0     | 45    | 50    | 61    | 41    | 46    | 59    | 134   |

Напомена:U 1857., 1869., 1921. i 1931. подаци су садржани у насељу Нова Вас. Od 1880. do 1910. означавано као део насеља. 